# Principado da Tuéria
```
   |-
       |
Erro:
:  
valor não especificado para "
nome_comum
"
```

O Principado da Tuéria (em latim: Ducatus Tueriensis; em russo: Тверское княжество; romaniz.: Tverskoye Knyajestvo), também conhecido como Grão-Ducado da Tuéria ou Grão-Principado da Tuéria, foi um principado e posteriormente grão-ducado russo, que existiu entre os séculos XIII e XV. Foi um dos estados estabelecidos após a decadência da Rússia de Kiev. No século XIII, Tuéria rivalizava com o Principado de Moscou e pretendia se tornar o centro do estado russo unido. Eventualmente, perdeu, decadente, e em 1485 foi anexada pelo Grão-Ducado de Moscou. O principado estava localizado aproximadamente na área atualmente ocupada por Oblast de Tver e na parte oriental de Oblast de Smolensk. A capital do principado era Tuéria.

## História

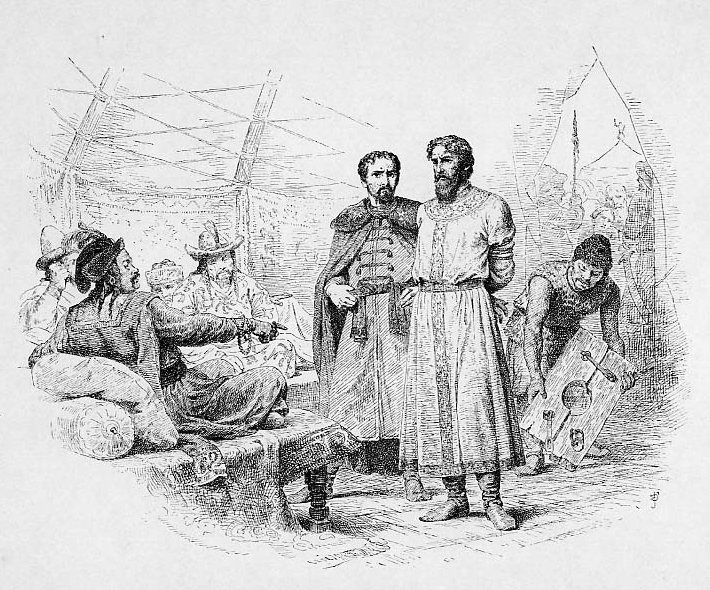
Execução de Miguel na Horda de Ouro, por Vasily Vereshchagin.

Na década de 1230 ou 1240, Jaroslau, o Grão-Duque de Vladimir, deu a seu filho Alexandre a cidade de Tuéria do Principado de Pereyaslavl-Zalesski, que anteriormente o pertencia. Em 1246, outro filho de Jaroslau, Jaroslau da Tuéria, tornou-se o Príncipe da Tuéria, e o principado foi governado por seus descendentes até 1485, quando foi abolido. Em 1264, Jaroslau foi nomeado o Grão-Duque de Vladimir, o que na época significava que ele era a autoridade suprema de toda a Rússia do noroeste. No século XIII, o Principado da Tuéria era menos dependente da Horda de Ouro do que outros principados russos, e sua população crescia. A combinação desses dois fatores levou à rivalidade entre Tuéria e Moscou, que estava tentando se tornar o principado russo mais influente.
Em 1285, Miguel I da Tuéria, filho de Jaroslau da Tuéria, sucedeu seu pai e se tornou o príncipe da Tuéria. Em 1305 ele se tornou o Grão-Duque de Vladimir também, no entanto, Öz Beg Khan da Horda de Ouro decidiu que Tuéria se tornou forte demais e apoiou Moscou contra Tuéria. Miguel foi convocado para a Horda de Ouro e executado lá em 1318. Seu filho e sucessor, Demétrio da Tuéria, foi executado na Horda de Ouro em 1326, e outro filho e também um príncipe da Tuéria, Alexandre da Tuéria, foi executado em 1339, juntamente com seu filho Teodoro. Em 1327, houve um levante anti-tártaro no Principado da Tuéria, que foi suprimido. A cidade da Tuéria foi incendiada e o principado perdeu uma parte considerável de sua população. Tuéria nunca se recuperou daquilo e, por fim, Moscou, que conseguiu manter boas relações com os tártaros, absorveu todos os principados próximos e acabou se tornando a capital da Rússia.
No século XIV, algumas partes do principado foram cedidas temporariamente como apanágio. Isso criou todo o sistema de principados dependentes da Tuéria. Estes incluíram Principado de Kashin, Principado de Kholm e Principado de Zubtsov. Alguns deles tornaram-se independentes ao ponto que conduziram a guerra com Tuéria.
Em 1371, Miguel II da Tuéria foi o último Príncipe da Tuéria a nomear o Grão-Duque de Vladimir. O reinado de Miguel é geralmente considerado como o último período em que Tuéria ainda poderia rivalizar com Moscou e se opor à Horda de Ouro. Ele ficou do lado do Grão-Ducado da Lituânia contra Moscou, o que levou a todos os príncipes russos que iniciaram a guerra contra Tuéria. Miguel perdeu e teve que reconhecer a supremacia do Grão-Duque de Moscou, na época Demétrio. Enquanto ele conseguiu independência total para Tuéria pouco depois, o Principado da Tuéria nunca mais conseguiu rivalizar com Moscou. Na década de 1470, Miguel III da Tuéria teve que assinar vários tratados com Moscou (Ivã III da Rússia) que essencialmente discriminaram Tuéria. Quando ele tentou compensar os tratados, buscando uma aliança com a Lituânia, o exército de Ivã III rapidamente conquistou Tuéria em 1485. O principado foi anexado pelo Grão-Ducado de Moscou.